# Pedro Arnulfo Sánchez
Pedro Arnulfo Sánchez Suárez (Boavita, 6 de julio de 1972) es un militar retirado colombiano. Actual ministro de Defensa de Colombia, desde el 19 de febrero de 2025.
Es un oficial retirado de la Fuerza Aeroespacial Colombiana, donde sirvió por 35 años y alcanzó el grado de Mayor General. Con 6.700 horas de vuelo en helicópteros y aviones, ocupó cargos de alto nivel en operaciones estratégicas, seguridad y defensa. A lo largo de su carrera, desempeñó un papel clave en la protección del Estado y en el desarrollo de la doctrina militar aérea y espacial del país.
El 19 de febrero de 2025 fue designado como ministro de Defensa de Colombia, por el presidente de la República, Gustavo Petro, tomando posesión del cargo el 3 de marzo del mismo año. Es el primer militar retirado en ejercer el ministerio desde el gobierno de César Gaviria en 1991, cuando el cargo fue ocupado por el general Óscar Botero Restrepo.

## Formación académica
Es Administrador de Empresas por la Escuela de Administración de Negocios (EAN). Cuenta con una Maestría en Pensamiento Estratégico y Prospectiva de la Universidad Externado de Colombia, una Maestría en Estudios Estratégicos de la Air University (Fuerza Aérea de los Estados Unidos) y una Maestría en Seguridad y Defensa Nacionales de la Escuela Superior de Guerra. Ha realizado especializaciones y diplomados en Derechos Humanos y Derecho Internacional Humanitario, así como en el arte y la ciencia militar aérea y espacial. Además, ha cursado programas de Alta Dirección Empresarial en el Inalde Business School y formación en negociación en la Universidad de los Andes. 

## Operación Esperanza

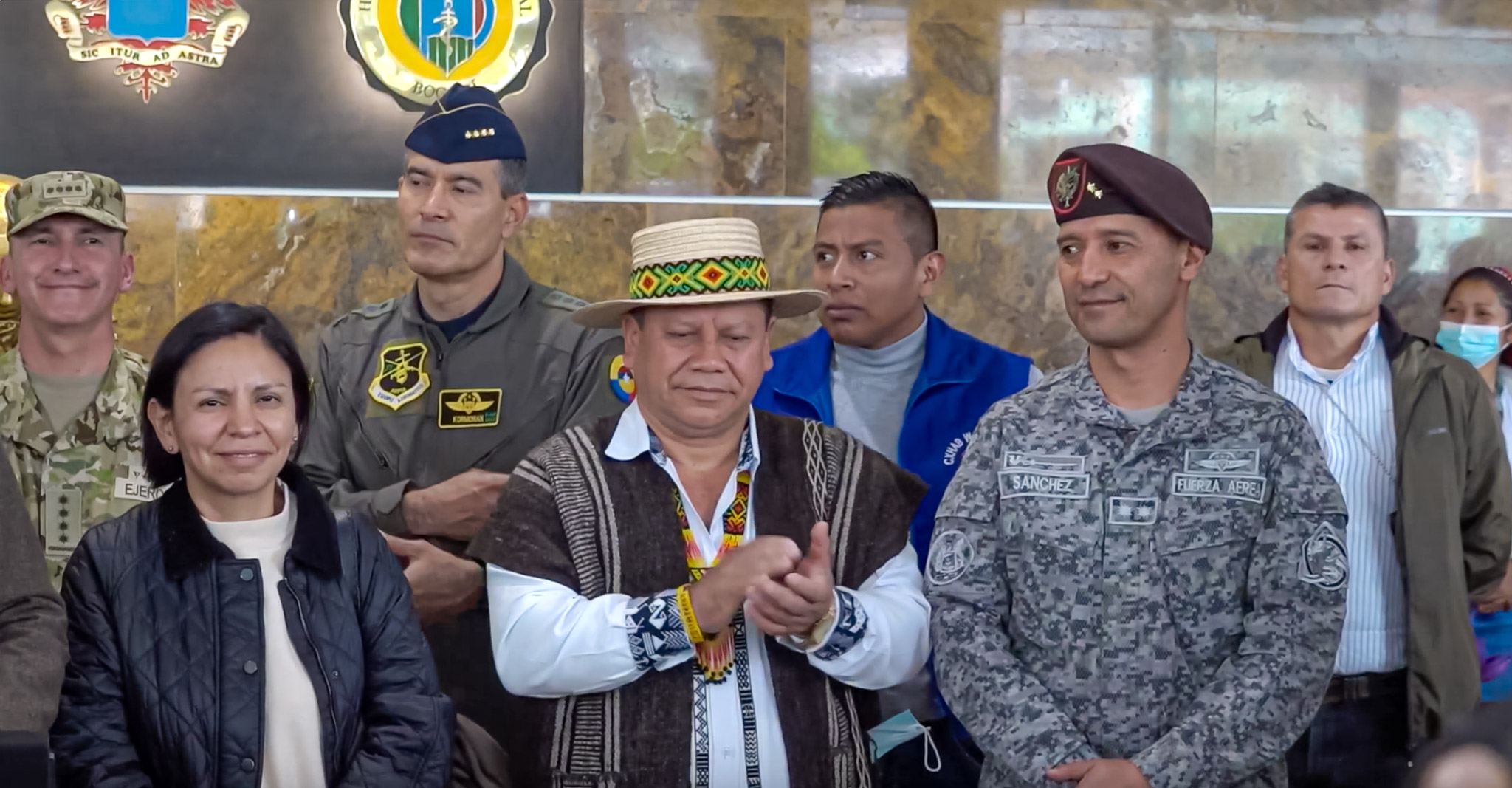
Sánchez tras culminar la Operación Esperanza en junio de 2023

En 2023, Sánchez ganó reconocimiento nacional e internacional al liderar la "Operación Esperanza", que culminó con el rescate de cuatro niños indígenas, los hermanos Mucutuy, que sobrevivieron durante 40 días en la selva amazónica tras un accidente aéreo.
El general Sánchez estuvo al frente de la operación Esperanza, en la que participaron 150 militares en una búsqueda que duró 40 días para encontrar a los niños. El rescate fue posible gracias a la colaboración de comunidades indígenas y voluntarios. Dado el gran impacto mediático del caso, Sánchez compartió su experiencia con numerosos medios de comunicación y participó en varios documentales que relataron el rescate de los menores.

## Ministro de Estado
Tras ganar reconocimiento por su participación en la Operación Esperanza, fue designado por el presidente Gustavo Petro para coordinar la seguridad de la familia presidencial, un rol clave que fortaleció su perfil dentro del gobierno. 
El 19 de febrero de 2025, el presidente Gustavo Petro lo nombró ministro de Defensa Nacional, convirtiéndose en el primer militar retirado en ocupar este cargo desde 1991. El 3 de marzo del 2025 se posesionó como jefe de la cartera de Defensa y Seguridad.

## Trayectoria militar
- Jefe de Protección Presidencial: Responsable de la seguridad del presidente Gustavo Petro, su familia, las familias de la vicepresidenta, así como de altos funcionarios del Gobierno Nacional.
- Comandante del Comando Conjunto de Operaciones Especiales.
- Jefe de Estado Mayor y Segundo Comandante del Comando Conjunto de Operaciones Especiales.
- Comandante del Comando Aéreo de Combate No. 4.
- Segundo Comandante y Jefe de Estado Mayor del Comando Aéreo de Combate No. 5.
- Director del Centro de Doctrina Aérea y Espacial.
- Subdirector de Incorporación de la Fuerza Aérea Colombiana.
- Comandante del Centro de Comando y Control CACOM-5.
- Comandante del Escuadrón de Combate 511.
- Comandante de la “Operación Esperanza”, misión que permitió el exitoso rescate de cuatro menores indígenas extraviados en la selva durante 40 días.

## Reconocimientos y condecoraciones
A lo largo de su trayectoria profesional ha recibido múltiples distinciones nacionales e internacionales en reconocimiento a su servicio, liderazgo y contribuciones a la seguridad y defensa del país. Entre las más destacadas se encuentran la Cruz de Boyacá, la máxima distinción otorgada por el Estado colombiano; la Medalla Servicios Distinguidos en Orden Público, por su actuación sobresaliente en operaciones de seguridad interna; y la Medalla Militar “Al Valor”, conferida por actos de valentía y compromiso en el cumplimiento del deber. 
También ha sido condecorado con la Cruz de la Fuerza Aérea al Mérito Aeronáutico, en reconocimiento a su aporte al desarrollo y fortalecimiento de la aviación militar, y con la Orden al Mérito Militar Antonio Nariño, una de las más altas distinciones castrenses en Colombia. Su hoja de vida incluye, además, otras condecoraciones otorgadas por instituciones nacionales y extranjeras que resaltan su profesionalismo, ética y dedicación al servicio público.[cita requerida]